# Poecilosomella rectinervis
Poecilosomella rectinervis är en tvåvingeart som beskrevs av Oswald Duda 1925. Poecilosomella rectinervis ingår i släktet Poecilosomella och familjen hoppflugor. Inga underarter finns listade i Catalogue of Life.